# Whitbread
Whitbread es una empresa británica que forma parte del índice FTSE 100 y que posee numerosas marcas e intereses multinacionales. Fundada en 1742, la compañía controla la cadena de hoteles Premier Inn, las cadenas de restaurantes Table Table, Brewers Fayre, Taybarns y Beefeater, así como otras enseñas. La empresa fue fundada como una fábrica de cerveza, pero con el tiempo se desvinculó de esta actividad.

## Historia
El negocio se inició en 1742 cuando Samuel Whitbread formó una sociedad con Godfrey y Thomas Shewell y adquirió una pequeña cervecería en el cruce de las calles Old Street y Upper Whitecross, especializada en cerveza negra, y otra cervecería para cervezas rubias y ámbar en Brick Lane, Spitalfields. Godfrey Shewell se retiró de la sociedad cuando Thomas Shewell y Samuel Whitbread compraron una cervecería abandonada, King's Head, en la calle Chiswell en 1750. La nueva fábrica de cerveza se dedicó a la producción de cerveza porter y fue llamada Hind Brewery y tomó el escudo de armas de la familia Whitbread.
Desde el principio, Whitbread fue el principal socio financiero y el único responsable de la gestión. En 1761, Whitbread adquirió la participación de Shewell por £ 30,000. Fue la cervecería más grande del mundo hacia 1780. En 1796 la compañía produjo 202,000 barriles de la calidad porter. La firma continuó tras la muerte de Samuel Whitbread en la persona de su hijo, también llamado Samuel Whitbread. La compañía adoptó el nombre Whitbread & Co. Ltd. en 1799.
La compañía salió a Bolsa en Londres en 1948. Entre 1961 y 1971, la producción de Whitbread aumentó de 2,1 a 7,4 millones de hectolitros y se convirtió en la tercera cervecera más grande de Gran Bretaña por producción. La empresa patrocinó equipos deportivos y hasta la década final del siglo XX, Whitbread fue uno de los principales cerveceros ingleses, con marcas como Stella Artois o Heineken.
En 1984, Whitbread había adquirido una participación del 20% en Television South (TVS) por £ 6,5 millones de libras. En 1989 Whitbread vendió su división de licores a Allied Lyons y sus actividades en la industria cervecera se redujeron cuando la compañía se diversificó y, finalmente, en 2001, vendió todos sus intereses cerveceros al conglomerado InBev. Desde entonces, la empresa centra su actividad en las cadenas de hoteles, restaurantes y cafeterías.
El 25 de abril de 2018, Whitbread anunció su intención de desprenderse de la marca de restaurantes Costa Coffee. En efecto, el 31 de agosto de 2018 se anunció que  Coca-Cola había adquirido la franquicia Costa Coffee de Whitbread por £ 3.9bn.